# Oblast výbušnosti
Oblast výbušnosti je rozsah koncentrací směsi plynu, páry nebo prachu se vzduchem, ve které směs při zapálení zdrojem vznícení vybuchuje. Přitom se hoření samo šíří s velkou rychlostí, aniž by se po zapálení musely přidávat další energie a vzduch. Mezní koncentrace (v objemových procentech nebo v g/m3 vzduchu při normálním tlaku) oblasti výbušnosti se označují jako dolní mez výbušnost (nejnižší koncentrace hořlavého plynu) a horní mez výbušnosti (nejvyšší koncentrace hořlavého plynu).
Čím dále jsou tyto hranice od sebe, tím je látka nebezpečnější. Pro názornost uveďme acetylen, jehož rozsah výbušnosti je od 1,5 do 81 %, takže je velmi nebezpečný. Oproti tomu propan pouze 2,1 – 9,1 %.